# Анарколь
Анарко́ль (каз. Анаркөл) — село у складі Аршалинського району Акмолинської області Казахстану. Входить до складу Анарського сільського округу.
До 2023 року село називалось Донецьке.
Населення — 295 осіб (2021; 420 у 2009, 565 у 1999, 584 у 1989).
Національний склад станом на 1989 рік:
- росіяни — 37 %;
- казахи — 27 %.